# Мукашев, Серикжан Шайзадаевич
Серикжа́н Шайзада́евич Мука́шев (каз. Серікжан Шайзадаұлы Мұқашев) — казахстанский государственный деятель, генеральный директор республиканского государственного предприятия «Казахавтодор» (с декабря 2014 года).

## Биография
Серикжан Мукашев родился 22 апреля 1964 года в городе Актюбинск. В 1984 году окончил Рижское лётно-техническое училище гражданской авиации по специальности «диспетчер службы движения».
В 1984—1985 годах работал диспетчером Актюбинского объединённого авиаотряда, с 1985 по 1990 годы занимал должность оперуполномоченного Западно-Казахстанского УВДТ и следователя Актюбинской транспортной прокуратуры, в 1990—1993 годах — коммерческий директор ТОО «ТЭТ», в 1993—1996 годах — заместитель председателя, затем председатель наблюдательного совета АБ «Рика-банк», в 1996—1999 годах — вице-президент, затем президент АО «Актобеоблгаз» и председатель правления АОЗТ «Облтрансгаз», в 1999—2000 годах — президент АО «Актурбо», в 2000—2002 годах — заместитель акима Актюбинской области, в 2002—2003 годах — председатель Совета директоров ЗАО «Актобе ТЭЦ», в 2003—2004 годах — директор ТОО «GSM GROUP» Алма-Ата, с апреля по июль 2004 года — государственный инспектор Государственной инспекции Управления организационно-контрольной работы и кадровой политики Администрации Президента Республики Казахстан, с июля 2004 года по март 2005 года — аким города Актобе. Затем занимал должности заместителя акима Актюбинской области (март 2005 — 29 мая 2007), советника и. о. председателя НДП «Нур Отан» (июнь 2007 — июль 2007), генерального директора СП «Урсуметалл» (июль 2009 — ноябрь 2010), заместителя Председателя Правления АО «Национальная компания СПК „Алматы“» (ноябрь 2010 — июнь 2012), генерального директора ТОО «GSM group» (июнь 2012 — май 2014), первого заместителя генерального директора РГП «Казаэронавигация» (май 2014 — ноябрь 2014). С декабря 2014 года является генеральным директором РГП «Казахавтодор».
Серикжан Мукашев является членом НДП «Нур Отан». В 1999—2000 годах был депутатом Актюбинского областного Маслихата, депутат Мажилиса Парламента Республики Казахстан IV созыва.

## Награды
- Медаль «10 лет независимости Республики Казахстан» (2001)
- Медаль «10 лет Парламенту Республики Казахстан» (2006)
- Медаль «10 лет Астане» (2008)